# 上格爾達鄉

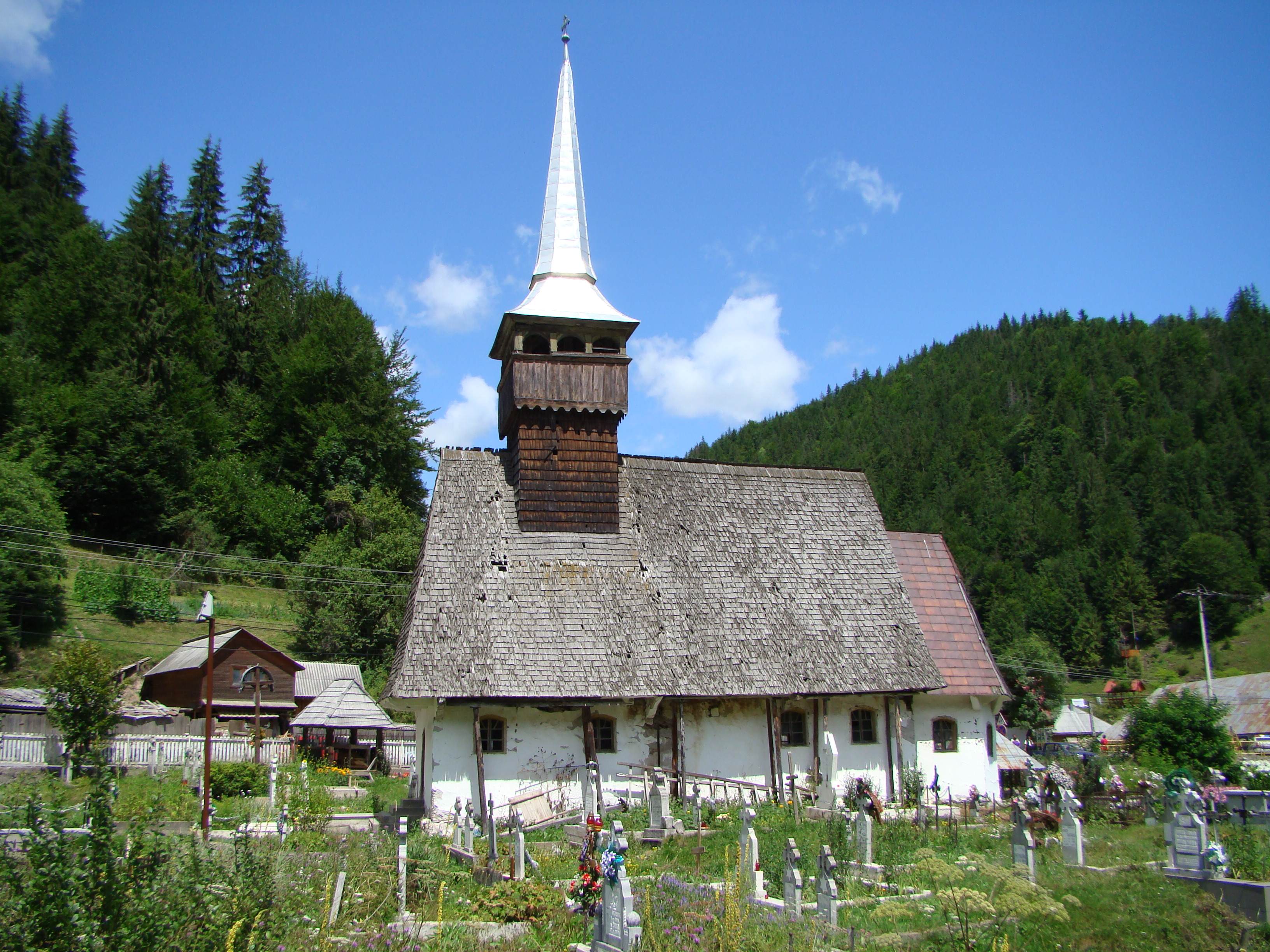

46°27′N 22°49′E / 46.450°N 22.817°E
上格爾達鄉（羅馬尼亞語：Comuna Gârda de Sus, Alba），是羅馬尼亞的鄉份，位於該國中部，由阿爾巴縣負責管轄，面積82平方公里，海拔高度939米，2011年人口1,714，人口密度每平方公里23人。